# Norbert Garai
Norbert Garai, född 13 januari 1900 i Wien, död 24 december 1948 i Petaẖ Tiqwa, Israel, var en tyskspråkig författare.

## Filmmanus
- 1935 – I tonernas värld
- 1936 – Skeppsbrutne Max
- 1936 – Rendezvous im Paradies